# Фрідріх Бурґмюллер
Йоганн Фрідріх Фон Бурґмюллер (нім. Johann Friedrich Franz Burgmüller; 4 грудня 1806, м. Регенсбург — 13 лютого 1874, Фонтенбло) — німецький піаніст і композитор, найбільш відомий своїми етюдами. Син диригента й піаніста Фрідріха Августа Бурґмюллера. Старший брат композитора Норберта Бурґмюллера.

## Творчість
«Пері», балет в хореографії Жана Кораллі. Прем'єра відбулася 17 липня 1843 в театрі Ле Пелетье (Королівська академія музики).
|  | Це незавершена стаття про композитора. Ви можете допомогти проєкту, виправивши або дописавши її. |